# Siemens & Halske Sh.III
Le Siemens & Halske Sh.III était un moteur rotatif pour avion, refroidi par air, à 11 cylindres, développé en Allemagne pendant la Première Guerre mondiale. Il était de conception similaire à son prédécesseur le Sh.I.

## Conception
Le Sh.III partageait avec son prédécesseur Sh.I la particularité de son fonctionnement interne (vilebrequin, bielles, etc.) tournant dans le sens des aiguilles d'une montre, vu depuis le "nez" du moteur, ainsi que du carter moteur et de l'hélice (toujours fixe, comme sur tout moteur rotatif) tournant dans le sens contraire des aiguilles d'une montre. Sa puissance était évaluée à 160 ch (120 kW).
Les avantages de ce moteur étaient l’efficacité accrue de l'hélice, grâce à l’effet de réducteur du moteur qui tourne efficacement à 1800 tours par minute contre seulement 900 tours par minute pour l'hélice, et d'excellentes performances à haute altitude grâce au taux de compression élevé obtenu. Un plus était que les masses contrarotatives avaient tendance à annuler les forces gyroscopiques du moteur. Ceci a été réalisé en utilisant des engrenages coniques logés à l'arrière du carter. Cette action "contrarotative" entraînait également la rotation lente du point d'allumage dans l'action rotative des cylindres dans le sens de rotation du vilebrequin lorsque le moteur tournait, comme indiqué dans l'animation. Pour un moteur rotatif normal, dont le vilebrequin était fixé à la cellule, le point d’allumage restait toujours au même endroit dans le cylindre.
Cependant, en raison des problèmes de production rencontrés par l’usine Siemens & Halske et de la mauvaise qualité de l'huile utilisée pour la lubrification, les moteurs Sh.III n'avaient qu'une espérance de vie de seulement sept à dix heures avant que les pistons ne commencent à se gripper. Les versions du Sh.III produites sous licence par Rhenania Motorenfabrik (Rhemag) ne rencontraient pas de tels problèmes, de sorte que les moteurs fabriqués par Siemens & Halske ont été progressivement retirés du service.

## Applications
- Albatros H.1
- Albatros D.XI
- Pfalz D.VII
- Pfalz D.VIII
- LFG Roland D.IX
- LFG Roland D.XVI
- Siemens-Schuckert D.II
- Siemens-Schuckert D.III
- Siemens-Schuckert D.IV
- Siemens Schuckert D.VI